# Trichosteleum carolinarum
Trichosteleum carolinarum är en bladmossart som beskrevs av Hugh Neville Dixon 1943. Trichosteleum carolinarum ingår i släktet Trichosteleum och familjen Sematophyllaceae. Inga underarter finns listade i Catalogue of Life.